# Небещани
Небещани (пол. Niebieszczany) — лемківське село в Польщі, у гміні Сянік Сяноцького повіту Підкарпатського воєводства.
Населення — 2199 осіб (2011).

## Розташування
Знаходиться на берегах потоку — правої притоки річки Віслочок за 9 км на південний захід від Сяніка і 63 км на південь від Ряшева при повітовій дорозі № 2229R.

## Історія

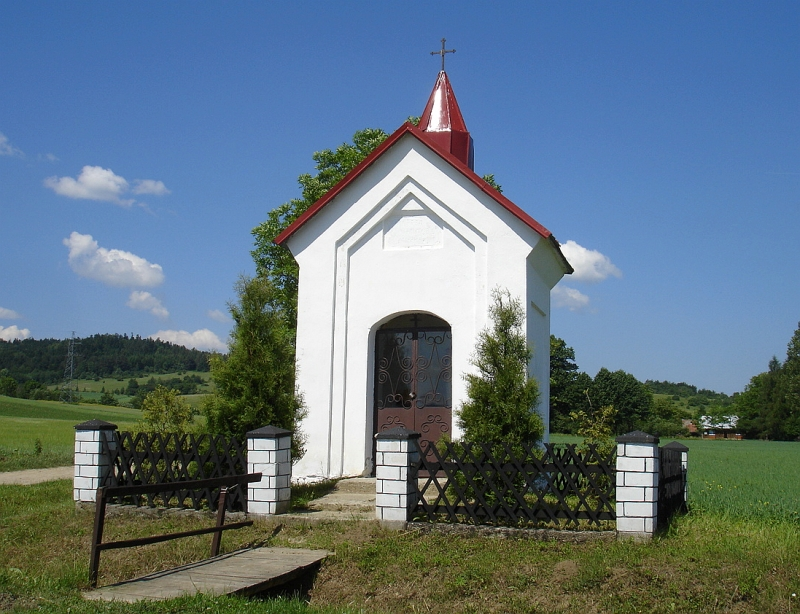
Придорожня капличка з 1907 року

Перша згадка припадає на 1376 р. До 1772 р. село входило до складу Сяноцької землі Руського воєводства Речі Посполитої. З 1772 до 1918 року — у межах Сяніцького повіту Королівства Галичини та Володимирії монархії Габсбургів (з 1867 року Австро-Угорщини).
Взимку 1846 р. село взяло участь у тарнівській різанині.
Лемківське населення належало до грекокатолицької парафії в Морохові. Через відсутність у селі церкви і наявність костелу воно поступово латинізувалося і полонізувалося. У 1886 р. в селі був 1 491 мешканець (314 грекокатоликів, 1 156 римокатоликів і 10 юдеїв). В 1939 році в селі проживало 2 070 мешканців (35 українців, 2 025 поляків і 10 євреїв). Село входило до Сяніцького повіту Львівського воєводства.
Після війни українське населення депортоване в 1945—1946 р. до СРСР.
У 1975-1998 роках село належало до Кросненського воєводства.

## Пам’ятки
- Земляні фортифікаційні укріплення XVI-XVII ст.
- Рештки фільварку Моравських з кінця XIX ст.

## Демографія
Демографічна структура станом на 31 березня 2011 року:
|          | Загалом | Допрацездатний вік | Працездатний вік | Постпрацездатний вік |
| -------- | ------- | ------------------ | ---------------- | -------------------- |
| Чоловіки | 1111    | 254                | 738              | 119                  |
| Жінки    | 1088    | 272                | 585              | 231                  |
| Разом    | 2199    | 526                | 1323             | 350                  |